# La Danse des asperges sarrasines
 (octobre 2021).
Si vous disposez d'ouvrages ou d'articles de référence ou si vous connaissez des sites web de qualité traitant du thème abordé ici, merci de compléter l'article en donnant les références utiles à sa vérifiabilité et en les liant à la section « Notes et références ».
Pour plus de détails, voir Fiche technique et Distribution.
La Danse des asperges sarrasines est un court métrage d'animation français réalisé par Christophe Le Borgne, sorti en 2000.

## Fiche technique
- Titre original : La Danse des asperges sarrasines
- Réalisation : Christophe Le Borgne
- Scénario : Christophe Le Borgne
- Image: Christophe Le Borgne
- Son : Nicolas Cantin
- Musique : Agnès Alouges
- Montage : Roger Grange
- Interprétations : Catherine Mouchet voix
- Maison de Production : Les Cartooneurs Associés
- Pays d'origine :  France
- Durée : 5 minutes et 12 secondes
- Diffusion d'origine à la télévision : 9 juin 2000 sur Canal+

## Distinctions
- 2001 : Prix de la meilleure bande-son originale du Festival national du film d'animation